# Sydlangelands kommun
Sydlangelands kommun var en kommun i Fyns amt i Danmark som omfattade den södra delen av ön Langeland. Den är sedan 2007 en del av Langelands kommun.

## Socknar
Sydlangelands kommun bestod av de fem socknarna Fodslette, Humble, Lindelse, Magleby och Tryggelev, samtliga från Langelands Sønders härad.